# 1990-es magyar birkózóbajnokság
Az 1990-es magyar birkózóbajnokság a nyolcvanharmadik magyar bajnokság volt. A kötöttfogású bajnokságot február 17. és 18. között rendezték meg Budapesten, a Fáy utcai sportcsarnokban, a szabadfogású bajnokságot pedig február 24. és 25. között Budapesten, a Körcsarnokban.

## Eredmények

### Férfi kötöttfogás
| Versenyszám | Arany                          | Arany | Ezüst                              | Ezüst | Bronz                         | Bronz |
| ----------- | ------------------------------ | ----- | ---------------------------------- | ----- | ----------------------------- | ----- |
| 48 kg       | Faragó József Vasas SC         |       | Szabó István Diósgyőri VTK         |       | Török Béla Nagykőrösi KSK     |       |
| 52 kg       | Veiszer Zsolt Újpesti Dózsa    |       | Vadász Csaba Dunaferr SE           |       | Bíró László Ferencvárosi TC   |       |
| 57 kg       | –                              |       | –                                  |       | Simita Imre Ferencvárosi TC   |       |
| 62 kg       | Bódi Jenő Bp. Spartacus        |       | Czeiler Zoltán BVSC                |       | Szuromi József Vasas SC       |       |
| 68 kg       | Repka Attila Diósgyőri VTK     |       | Scharfenberger Csaba Újpesti Dózsa |       | Molnár Gyula Egri Vasas       |       |
| 74 kg       | Takács János Vasas SC          |       | Vizi László Újpesti Dózsa          |       | Kelemen Árpád Kecskeméti SC   |       |
| 82 kg       | Garamvölgyi Gábor Csepel SC    |       | Märtz József Csepel SC             |       | Rizmajer György Csepel SC     |       |
| 90 kg       | Komáromi Tibor Ferencvárosi TC |       | Major Sándor BVSC                  |       | Bacsa Ferenc Honvéd Szondi SE |       |
| 100 kg      | Takács Ferenc BVSC             |       | Kovács Tibor Dunaferr SE           |       | Bereczki Attila BVSC          |       |
| 130 kg      | Klauz László Csepel SC         |       | Valentényi Sándor Honvéd Szondi SE |       | Kovács József Dunaferr SE     |       |

Megjegyzés: 57 kg-ban nem hirdettek bajnokot, mert az Ivancsics Géza (Csepel SC)-Sike András (FTC) döntő kettős leléptetéssel ért véget.

### Férfi szabadfogás
| Versenyszám | Arany                       | Arany | Ezüst                          | Ezüst | Bronz                         | Bronz |
| ----------- | --------------------------- | ----- | ------------------------------ | ----- | ----------------------------- | ----- |
| 48 kg       | Marosvölgyi János BVSC      |       | Horváth László Haladás VSE     |       | Horváth György Csepel SC      |       |
| 52 kg       | Bíró László Ferencvárosi TC |       | Pillik József Csepel SC        |       | Szabó Lajos Haladás VSE       |       |
| 57 kg       | Nagy Béla Csepel SC         |       | Kacsó Tibor Csepel SC          |       | Tihanics Tibor Vasas SC       |       |
| 62 kg       | Orbán József Csepel SC      |       | Bodnár Csaba Ferencvárosi TC   |       | Schmidgunszt László Csepel SC |       |
| 68 kg       | Podolszki Attila Csepel SC  |       | Kiss Ferenc Szegedi VSE        |       | Ferenc Miklós Diósgyőri VTK   |       |
| 74 kg       | Fórizs János Csepel SC      |       | Gulyás István Honvéd Szondi SE |       | Berecz Sándor Diósgyőri VTK   |       |
| 82 kg       | Irinyi István Diósgyőri VTK |       | Márkus Csaba Szegedi VSE       |       | Jáger Imre Csepel SC          |       |
| 90 kg       | Tóth Gábor Csepel SC        |       | Farkas Péter Újpesti Dózsa     |       | Gyuris Menyhért Szegedi VSE   |       |
| 100 kg      | Robotka István Csepel SC    |       | Gelénesi Nándor Csepel SC      |       | Kiss Sándor Ferencvárosi TC   |       |
| 130 kg      | Klauz László Csepel SC      |       | Gombos Zsolt Kecskeméti SC     |       | Hajdú Ferenc Ferencvárosi TC  |       |